# Évelyne Lèques
Pour les articles homonymes, voir Lèques.
Évelyne Lèques, née Évelyne Lacheret à Nouméa le 3 janvier 1937, est une femme politique anti-indépendantiste et militante associative française de Nouvelle-Calédonie.

## Origines, formation et famille
Évelyne Marguerite Lacheret est la fille du pasteur protestant Marc Lacheret (1909-1993), chef des missions néo-calédoniennes de la Société des missions évangéliques de Paris (SMEP) à Nouméa jusqu'en 1956 puis responsable de la paroisse Béthanie à Lifou, et l'un des artisans de la création de l'Association des indigènes calédoniens et loyaltiens français (AICLF, mouvement politique d'inspiration protestante créé en 1947 pour promouvoir les intérêts des Kanak), de l'Union calédonienne (UC, parti politique autonomiste créé en 1953) et de l'Église évangélique en Nouvelle-Calédonie et aux îles Loyauté (EENCIL). 
Après avoir été scolarisée au Collège Lapérouse de Nouméa, où elle rencontre son futur époux, Jean Lèques, elle part avec ce dernier faire des études de droit à Grenoble. Ils se marient le 14 août 1954 à la mairie de Grenoble, ouvrent ensemble une étude de notaire à Nouméa en 1965 et vont avoir quatre enfants, deux filles et deux fils : 
- Jacqueline Calvet-Lèques (née en 1957), qui a repris l'étude de ses parents après leur départ à la retraite. Diplômée de l'université Montpellier 1, employée à l'étude Lèques à partir de 1982, elle prête serment en 1990[4]. Elle a épousé le docteur Jacky Calvet, médecin généraliste à la retraite.
- Brigitte Lèques (née en 1959), docteur en médecine de la faculté de Paris en 1988 avec une thèse sur la « Contribution à l'étude de la polyarthrite épidémique (Virus Ross River) dans les Territoires français du Sud-Ouest Pacifique »[5]. Elle exerce au sein du Centre de conseil familial (CCF) de la Province Sud (chargé des consultations de contraception, de l'accueil de patientes en vue d’une IVG, des consultations psychologiques autour des problématiques conjugales et familiales hors violence, de l'information sur le droit de la famille et la constitution des dossiers d’aide judiciaire ou de demande de garde d’enfant, par exemple, et de l'organisation d'informations collectives et d’ateliers sur les thèmes de la planification familiale) depuis sa création en 1992[6].
- Pierre-Henri Lèques (né en 1962), chef d'exploitation et d'élevage porcin (la SCIATA) et propriétaire de chevaux, il est président de l'Unité néo-Calédonienne de sélection et de promotion des races Équines et Asines (UPRA Équine, association des éleveurs et propriétaires de chevaux créée en 1998)[7], il a autrefois dirigée l'UPRA Porcine et l'UPRA Calédonie Sélection (qui regroupe toutes les UPRA).
- Jacques-Olivier Lèques (né en 1969), opticien-lunetier[8].

Son mari, Jean Lèques, s'engage en politique à partir de 1965, d'abord sous les couleurs de l'UC jusqu'en 1971 puis surtout sous l'étiquette du Rassemblement pour la Calédonie dans la République (RPCR, longtemps principal parti de la droite anti-indépendantiste qui a pris le nom en 2004 de Rassemblement-UMP) depuis 1978. Il devient rapidement l'une des principales figures de la scène publique néo-calédonienne : président de l'Assemblée territoriale de 1970 à 1972, de 1980 à 1981, de 1982 à 1983 et de 1984 à 1985, fondateur en 1971 du Mouvement libéral calédonien (MLC) dont il est le dernier président de 1977 à 1978, président du premier gouvernement de la Nouvelle-Calédonie issu du statut de l'Accord de Nouméa de 1999 à 2001, il est surtout le maire de Nouméa de 1986 à 2014.

## Action associative et caritative
Évelyne Lèques s'engage pour sa part dans plusieurs associations à but social ou caritatif. Elle participe à la création en 1972 de la Société protectrice des animaux de Nouvelle-Calédonie (SPANC). En 1976, elle fonde avec la religieuse Caroline Newedou (dite « sœur Caro ») l'association « Réinsertion des anciens prisonniers dans une société plus accueillante » (RAPSA), en liaison avec les chiffonniers d'Emmaüs, et en est la présidente depuis lors. Elle gère notamment un foyer d'accueil des anciens prisonniers dans le quartier de la Vallée du Tir à Nouméa, voisin du lieu de résidence de la famille Lèques, et se finance à l'aide de dons et d'une brocante tenue par ces pensionnaires (fermée en 2002). Cette action en faveur de la réinsertion des anciens détenus lui vaut d'être promue officier de la Légion d'honneur en 2011. 
Évelyne Lèques, membre du conseil d'administration de la Société immobilière de Nouvelle-Calédonie (SIC, société d'économie mixte gérant le parc de logement social) sans discontinuer à partir de 1989, a également créé en 1990 l'association « SOS Logement » d'aide aux sans-abris, mal-logés et squatteurs. Après la création notamment de la Maison de l'Habitat le 17 novembre 2006 (regroupant l'État, la Province Sud, les 14 communes de cette dernière et les opérateurs sociaux, son but est d’être le guichet unique de la demande de logement social dans cette collectivité), « SOS Logement » est dissoute en 2007. Elle est néanmoins réactivée par Évelyne Lèques, qui en devient la nouvelle trésorière, en mai 2011, du fait « d’une pénurie de logements » et que la demande des mal-logés, bien qu'ils ne soient pas, selon elle, plus nombreux qu'en 1990, explose, « car les gens sont plus révoltés qu’avant. L’accès au logement est devenu un droit ». 

## Carrière politique
Évelyne Lèques s'engage pour la première fois directement en politique à l'occasion des élections provinciales du 10 mai 2009. Le 8 avril 2009, elle annonce rejoindre la liste Calédonie ensemble (parti non-indépendantiste et autonomiste créé en 2008 par des dissidents de l'Avenir ensemble, mouvement lui-même créé en 2004 par des opposants de plus ou moins longues dates au sein de la famille « loyaliste » du RPCR et qui avait alors remporté les élections sur la base d'un important programme social) dans le Sud du président de l'assemblée provinciale sortante Philippe Gomès. Elle présente à cette occasion son positionnement : « Moi, non-indépendantiste, je veux agir avec tous les autres acteurs du pays, y compris les indépendantistes, en vue de réussir l'accord de Nouméa. La voie tracée par Calédonie ensemble pour sortir du dualisme stérile entre deux blocs figés me semble la seule voie vers la paix. Soyons constructifs pendant qu'il en est encore temps ». Elle place son engagement dans la continuité de ses actions associatives, se concentrant sur les questions sociales et tout particulièrement sur les « dérapages » d'une partie de la jeunesse et la crise du logement. Elle prône « un accompagnement des familles » et un soutien « tout spécial aux mères célibataires », mais aussi la création d'« une ou des structures d'accueil temporaire pour les urgences extrêmes, et intensifier encore l'effort de construction » d'habitat social. En quatrième position sur la liste qui obtient le deuxième meilleur score, derrière le Rassemblement-UMP de Pierre Frogier, avec 14 293 voix (23,6 % des suffrages exprimés), 11 sièges sur 40 à l'Assemblée de Province et 9 des 32 élus de cette dernière également envoyés au Congrès, Évelyne Lèques intègre ces deux institutions. 
Elle est présidente de la commission de la Santé et de l'Action sociale de l'Assemblée de la Province Sud. Elle est le rapporteur au Congrès du projet de loi du pays modifiant celle du 13 avril 2007 portant création d'une aide au logement, voté le 2 juin 2010 et promulgué le 21 juin suivant, étendant cette allocation aux étudiants, aux personnes âgées mais aussi aux familles louant des appartements dans le parc privé. Concernant cette dernière mesure, elle déclare : « Je souhaite que les Calédoniens qui le peuvent reprennent la bonne vieille habitude de construire des logements à usage locatif pour assurer leur retraite. C’est une activité rentable pour eux, c’est bon pour l’économie du pays ainsi que pour les mal logés ».
Elle copréside, avec Frédéric de Greslan, le comité de soutien de Sonia Lagarde pour les élections législatives de juin 2012 dans la 1re circonscription (Nouméa, l'île des Pins et les Îles Loyauté).